# Renegociação de dívida
Renegociação de dívida é a prática por meio da qual, com o fim de garantir o pagamento de uma obrigação, credor e devedor alteram os termos pactuados. Assim, a renegociação pode se dar, por exemplo, mediante a divisão do pagamento em parcelas, a extensão do prazo para quitação ou a alteração do valor da taxa de juros aplicada ao débito. Quando a dívida já se encontra atrasada, é comum também a prática do desconto para o pagamento à vista ou a redução nas parcelas pagas com pontualidade. Além disso, de acordo com o Código de Defesa do Consumidor (art. 6º, V), é direito do consumidor rever cláusulas contratuais, quando sua obrigação se torne excessivamente onerosa, por força de um novo acontecimento
Todavia, a renegociação pode nem sempre representar um benefício ao devedor, pois muitas práticas abusivas são utilizadas no mercado de crédito. A título de exemplo, a renegociação pode resultar em um aumento desproporcional do valor do débito. ou visar ao pagamento de dívida já prescrita e, portanto, de pagamentos inexigíveis.

## Como as pessoas se endividam?
Há um padrão nos motivos pelos quais as pessoas se endividam, os quais estão sempre associados a acontecimentos como perda de renda sem ajuste nas despesas, desemprego, divórcio, vícios, desconhecimento sobre a administração do dinheiro etc.
Acontece que há um fator agravante do cenário de endividamento da população: a oferta de crédito pelas instituições financeiras que, na busca pelo lucro, flexibilizam os critérios para sua concessão. Isto é, em momentos de prosperidade da economia, com alta nos níveis de consumo, os agentes de crédito ignoram a renda realmente obtida pelos consumidores e o fato de estarem inadimplentes ou terem estado nessa condição há pouco tempo, para que possam ofertar-lhes crédito, aumentando seu mercado consumidor. Muitas vezes, inclusive, essa prática ocorre sem o aceite do consumidor, por exemplo, por meio de aumentos no limite do cartão de crédito ou cheque especial.
Para conseguir a contratação do serviço de crédito, as empresas ainda utilizam-se de artifícios sentimentais e fantasiosos para persuadir os cidadãos, mesmo que não tenham condições para honrar com novos compromissos. É o que acontece com os discursos de telemarketing que tentam convencer o indivíduo de que uma despesa imprevista pode acontecer a todo momento e que contratar um serviço de crédito é muito vantajoso, pois evita a humilhação de pedir auxílio aos familiares.
Nesse cenário, com o aumento das opções de crédito e o movimento ativo das empresas financeiras para aumentar a venda dos seus produtos, maiores são também as possibilidades de endividamento da população brasileira. Como consequência, são vistas conjunturas como a alta taxa de endividamento entre as famílias brasileiras, que alcançou 76,7% e dezembro de 2024, segundo pesquisa divulgada pela Confederação Nacional do Comércio de Bens, Serviços e Turismo (CNC).

## As empresas de recuperação de crédito
As recuperadoras de crédito costumam ser contratadas por bancos para realizar a cobrança de créditos ainda pendentes, oferecendo para o devedor a possibilidade de negociar o valor devido. Elas podem atuar também mediante a compra de dívidas praticamente irrecuperáveis a preços muito inferiores, situação em que passam a efetuar a cobrança no lugar de grandes empresas ou bancos. A finalidade desse procedimento é oferecer ao devedor condições reais de quitação do débito e "limpeza do nome".
As cobranças realizadas por essas empresas costumam ter origem em dívidas de parcelamento de cartão de crédito (o chamado crédito rotativo), empréstimos pessoais ou compras parceladas no varejo. Geralmente, tais débitos não estão garantidos e, portanto, não permitem a retenção de parte do salário do endividado ou de algum bem seu para a quitação, isto é, não colocam em risco o seu patrimônio. Em muitos casos, inclusive, pleiteiam reembolsos de débitos já vencidos (prescritos). Desse modo, para incentivar o pagamento, as recuperadoras se utilizam de outros artifícios para o convencimento: a insistência e a pressão moral, inclusive aproveitando-se de situações econômicas propícias.
Na primeira situação, a proatividade das recuperadoras de crédito é determinante para pressionar o inadimplente a saldar a sua dívida. Isso porque, conforme se aproxima o fim do direito de exigir os débitos ((prazo prescricional de cinco anos, conforme previsto em lei), elas realizam, de modo premeditado e coordenado, diversas abordagens ao devedor, na tentativa de induzi-lo a pagar suas dívidas. Essa intensificação se justifica, pois, uma vez concretizado um novo acordo para pagar a dívida, acontece a Novação Contratual, que consiste, na prática, em renovar a contagem dos prazos prescricionais para o pagamento da dívida, impedindo que as dívidas “caduquem”.
Quanto à segunda tática, as recuperadoras se utilizam do ataque à moral e à honra do devedor. Isso acontece, porque, na sociedade atual, as noções de autocontrole para o consumo e capacidade de estar em dia com as obrigações financeiras são condutas muito valorizadas e esperadas pela coletividade. Aproveitando-se disso, as empresas fornecedoras de crédito esforçam-se para propagar tal concepção, no intuito de estimular o pagamento das dívidas que têm a receber.
Como se trata da substituição de uma obrigação antiga por uma nova, com a novação da dívida, o prazo prescricional começará a contar do zero, a partir da data de vencimento da nova dívida. Nesse sentido, no caso de a dívida anterior já estar prescrita, entende-se que, ao contrair uma nova, o devedor está renunciando à prescrição, inclusive, é possível que o próprio Termo de Novação contenha uma cláusula expressando essa renúncia à prescrição. Assim, a instituição financeira busca persuadir o indivíduo a contrair novas obrigações, ainda que este esteja completamente desobrigado de qualquer dever anteriormente assumido.
Esse fenômeno é tão forte, que as pessoas, em muitos casos, para não ficarem com “nome sujo na praça”, saldam débitos vencidos em detrimento do seu bem-estar e segurança. Exemplo disso foi o expressivo aumento no número de recuperações de crédito durante a Pandemia da Covid-19. As recuperadoras, cientes do benefício financeiro (Auxílio Emergencial) concedido pelo Governo Federal durante a crise, intensificaram as cobranças e aumentaram as propostas de acordos para pagamentos de dívidas contraídas muito antes da pandemia. Com isso, o dinheiro que deveria servir para garantir o sustento desses cidadãos e a movimentação da economia, passou a ser redirecionado para a quitação de dívidas passadas e sem garantia.

## A problemática dos contratos bancários
Os contratos bancários são, portanto, um dos maiores problemas em relação à renegociação de dívidas no Brasil, pois estão diretamente ligados à situação de endividamento da população brasileira. Isso, pois, nas relações de consumo, o consumidor sempre é o elo mais fraco, gerando oportunidades para que os bancos se utilizem de métodos nada convencionais para a captação de clientes em busca de lucros.
Como consequência, os consumidores são, frequentemente, levados a uma espécie de endividamento interminável. As situações mais críticas são chamadas de superendividamento. e acontecem quando o consumidor, pessoa física, de boa-fé, se endivida tanto, que chega ao ponto de não ser mais capaz de assumir a responsabilidade pela totalidade de suas dívidas. Shmidt Neto. afirma que o superendividamento não se dá por acaso, sendo muito bem pensado por aqueles que o orquestram. Para ele, as instituições financeiras elaboraram renegociações “[…] com encargos exorbitantes e nomes com conotações que induziam a pensar que estariam preocupados com os devedores, como a ‘novação salvadora da dívida’, denominação marqueteira que propõe uma salvação, mas que, na verdade, se fundava em práticas abusivas”.
Assim, tal conjuntura exige que o Estado dê especial atenção aos consumidores, a qual lhes é conferida pelo Código de Defesa do Consumidor. Este, inclusive, define os bancos como prestadores de serviço, subordinando-os às suas normas, conforme expresso em seu art. 3°, § 2°. Assim, para efetivar a proteção do consumidor, diante de seu superendividamento, é imprescindível que o Estado intervenha para impedir e combater excessos que, em muitos casos, levam os consumidores, após a primeira dívida, a recorrerem a mais empréstimos, com o fim de cumprir a obrigação do pagamento.

## A inclusão de dívidas em cadastros de inadimplentes
A renegociação de dívidas tem como ponto de partida, na maioria das vezes, a inclusão das informações do consumidor e da dívida em cadastros de inadimplentes administrados por órgãos de proteção ao crédito, como Serasa, SPC Brasil e Boa Vista Serviços. 
Segundo dados do Mapa de Inadimplência e Negociações de Dívidas no Brasil, atualizados pela Serasa, 75 milhões de pessoas tinham dívidas registradas nos cadastros de inadimplentes em fevereiro de 2025.
Com a inclusão da dívida nesses registros, o consumidor passa a sofrer com dificuldades para ter acesso a linhas de crédito, como financiamentos, empréstimos e crediários no varejo, ou só consegue aprovação com taxas de juros muito altas. Nessa situação, pela expressão popular, diz-se que o cidadão está com o “negativado” ou com “nome sujo", o que também pode gerar problemas profissionais e afetar a saúde emocional.
De acordo com o Código de Defesa do Consumidor, o credor deve comunicar ao devedor sobre a negativação da dívida e oferecer um prazo para negociação e quitação do débito antes da inclusão nos cadastros de inadimplência. Caso o consumidor não faça o pagamento, a negativação é ativada e os dados da dívida ficam disponíveis para acesso por outras empresas e instituições financeiras.
No âmbito federal, não há um prazo padrão de atraso para que uma dívida seja negativada, embora em algumas regiões exista legislação estadual que define um tempo mínimo que as empresas precisam aguardar. Geralmente, as próprias empresas possuem políticas internas, que pode variar de 10 a 90 dias após o vencimento do pagamento.
Além dos casos de dívidas legítimas, existem situações em que o consumidor é vítima de negativação indevida, o que pode acontecer por erro de registro do credor, uso indevido de cartão de crédito ou dados pessoais, cobranças de serviços não contratados ou já cancelados. Também há risco de uma negativação se manter ativa mesmo após o prazo de prescrição, o que também é considerado ilegal.

## Remoção de registro após renegociação
Conforme previsto no Código de Defesa do Consumidor, o credor tem até cinco dias úteis para remoção do registro dos cadastros de inadimplentes após o pagamento do acordo. O mesmo prazo se aplica quando há inexatidão nos registros, como em casos de negativação indevida.
Se o credor não respeitar o prazo de remoção do registro, o consumidor tem direito de pedir uma indenização por danos morais apresentando provas como comprovantes de pagamento de acordos, boletos ou faturas, extrato de negativação e registros de comunicação com a empresa.